# Завтрак
За́втрак — первый дневной приём пищи, как правило — в период от рассвета до полудня. Некоторые эксперты по питанию считают, что завтрак — самый важный приём пищи, его пропуск увеличивает шансы развития ожирения, сахарного диабета и может привести к сердечному приступу.

## Завтрак и здоровье
Исследование врачей из США обнаружило, что те, кто завтракал каждый день, имели на треть меньше вероятность ожирения, по сравнению с теми, кто пропустил утренний приём пищи.
Кроме того, они в два раза реже имели проблемы с повышенным уровнем сахара в крови, который, в свою очередь, повышает риск развития диабета, и уровень холестерина, который является известным фактором риска развития болезней сердца.
Исследователи считают, что употребление пищи с утра может помочь стабилизировать уровень сахара в крови и регулирует аппетит. Врачи предполагают, что те, кто завтракает, меньше переедают в течение остальной части дня.

## Традиции завтрака
В разных странах существуют разнообразные традиции завтрака:

### Русский завтрак
Традиционный русский завтрак не занимает много времени. На стол, как правило, подают кашу из какой-либо крупы: овсяной, пшенной, пшеничной, рисовой и гречневой (часто со сливочным маслом, иногда с добавлением сухофруктов или орехов), творог, сыр, блины, оладьи, сырники, запеканки, возможно и вареники, яичницу, омлет, яйца всмятку. Традиционный напиток русского завтрака — чёрный чай, но бывает и кофе, к чаю может подаваться мёд, варенье, сгущённое молоко, сметана (всё это можно мазать на хлеб или батон), также печенье и всевозможная сдоба. В летнее время завтрак могут дополнять сезонные фрукты: местные яблоки и груши, дыни и арбузы, малина и клубника, лесные ягоды. Русский завтрак довольно питательный и калорийный, ведь он должен насытить человека если не на весь день, то до обеда.
Слово «завтрак» упоминается ещё в «Слове о полку Игореве»: «и полетѣ соколомъ подъ мьглами избивая гуси и лебеди, завтроку, и обѣду и ужинѣ».

### Европейский завтрак
Европейский завтрак основан на средиземноморских традициях приготовления лёгкого завтрака. На завтрак в континентальной Европе обязательно подают горячие напитки (безалкогольные) и выпечку. К напиткам обычно подается молоко (источник кальция и белка).

### Английский завтрак
В Великобритании классический завтрак включает в себя жареные яйца, яичницу или яйцо-пашот с беконом и колбасками, грибами, помидорами, а также жареным хлебом, пудинг и тосты. Однако в настоящее время традиционный английский завтрак чаще едят лишь по выходным дням или праздникам.

### Индийский завтрак
Особый акцент в индийской кухне делается на вегетарианских блюдах сабджи из бобов и овощей, приправленных традиционными специями, среди которых одно из первых мест занимает смесь специй карри.

### Китайский завтрак
Китайский завтрак состоит в основном из лёгких блюд, которые в китайской традиции чаепития подают к столу вместе с чашкой китайского чая сорта пуэр, как правило, до обеда. Представляют собой разложенные по нескольким блюдцам небольшие порции десерта, фруктов, овощей либо морепродуктов.

## Завтрак в живописи
- Зинаида Серебрякова. За завтраком. 1914 год
- Эдуард Мане. Завтрак на траве. 1869 год